# Premi e riconoscimenti dei Wanna One
Questa è una lista dei premi e delle candidature ricevute dai Wanna One, gruppo musicale sudcoreano che debuttò nell'agosto 2017 sotto la YMC Entertainment.

## Premi coreani
Asia Artist Award
| Anno | Premio                         | Ricevente | Risultato       | Fonti |
| ---- | ------------------------------ | --------- | --------------- | ----- |
| 2017 | Rookie Award                   | Wanna One | Vincitore/trice | [ 1 ] |
| 2017 | Super Rookie Samsung Pay Award | Wanna One | Vincitore/trice | [ 1 ] |
| 2017 | Popularity Award               | Wanna One | Candidato/a     | [ 1 ] |
| 2018 | Popularity Award               | Wanna One | Candidato/a     | [ 2 ] |
| 2018 | Artist of the Year – Music     | Wanna One | Vincitore/trice | [ 2 ] |
| 2018 | Asia Hot Artist – Music        | Wanna One | Vincitore/trice | [ 2 ] |
| 2018 | Best Artist Award – Music      | Wanna One | Vincitore/trice | [ 2 ] |

Circle Chart Music Award
| Anno | Premio                          | Ricevente                   | Risultato       | Fonti |
| ---- | ------------------------------- | --------------------------- | --------------- | ----- |
| 2018 | Album of the Year – 3rd Quarter | 1X1=1 (To Be One)           | Candidato/a     | [ 3 ] |
| 2018 | Album of the Year – 4th Quarter | 1-1=0 (Nothing Without You) | Vincitore/trice | [ 3 ] |
| 2018 | Song of the Year – August       | "Energetic"                 | Candidato/a     | [ 3 ] |
| 2018 | Song of the Year – August       | "Burn It Up"                | Candidato/a     | [ 3 ] |
| 2018 | Song of the Year – November     | "Beautiful"                 | Vincitore/trice | [ 3 ] |
| 2018 | New Artist of the Year (Album)  | 1X1=1 (To Be One)           | Vincitore/trice | [ 3 ] |
| 2018 | New Artist of the Year (Song)   | "Energetic"                 | Candidato/a     | [ 3 ] |
| 2018 | Popularity Award                | Wanna One                   | Vincitore/trice | [ 3 ] |
| 2019 | Album of the Year – 1st Quarter | 0+1=1 (I Promise You)       | Vincitore/trice |       |
| 2019 | Album of the Year – 2nd Quarter | 1÷x=1 (Undivided)           | Candidato/a     |       |
| 2019 | Song of the Year – June         | "Light"                     | Candidato/a     |       |
| 2019 | Album of the Year – 4th Quarter | 1¹¹=1 (Power of Destiny)    | Candidato/a     |       |

Golden Disc Award
| Anno | Premio                          | Ricevente             | Risultato       | Note        |
| ---- | ------------------------------- | --------------------- | --------------- | ----------- |
| 2018 | Digital Bonsang                 | "Energetic"           | Candidato/a     | [ 4 ] [ 5 ] |
| 2018 | New Artist of the Year          | Wanna One             | Vincitore/trice | [ 4 ] [ 5 ] |
| 2018 | Global Popularity Award         | Wanna One             | Candidato/a     | [ 4 ] [ 5 ] |
| 2019 | Popularity Award                | Wanna One             | Candidato/a     | [ 6 ]       |
| 2019 | NetEase Most Popular K-pop Star | Wanna One             | Candidato/a     | [ 6 ]       |
| 2019 | Best Male Group                 | Wanna One             | Vincitore/trice | [ 6 ]       |
| 2019 | Cosmopolitan Artist Award       | Wanna One             | Vincitore/trice | [ 6 ]       |
| 2019 | Disc Bonsang                    | 0+1=1 (I Promise You) | Vincitore/trice | [ 6 ]       |
| 2019 | Disc Daesang                    | 0+1=1 (I Promise You) | Candidato/a     | [ 6 ]       |

Korea Popular Music Award
| Anno | Premio                     | Ricevente                   | Risultato       | Fonti |
| ---- | -------------------------- | --------------------------- | --------------- | ----- |
| 2018 | Best Artist                | Wanna One                   | Vincitore/trice | [ 7 ] |
| 2018 | Popularity Award           | Wanna One                   | Vincitore/trice | [ 7 ] |
| 2018 | Olleh TV Best Artist Award | Wanna One                   | Vincitore/trice | [ 7 ] |
| 2018 | Bonsang Award              | Wanna One                   | Vincitore/trice | [ 7 ] |
| 2018 | Best Album                 | 1-1=0 (Nothing Without You) | Candidato/a     | [ 7 ] |
| 2018 | Best Digital Song          | "Beautiful"                 | Candidato/a     | [ 7 ] |

MBC Plus X Genie Music Award
| Anno | Premio                       | Ricevente                   | Risultato       | Fonti       |
| ---- | ---------------------------- | --------------------------- | --------------- | ----------- |
| 2018 | Artist of the Year           | Wanna One                   | Candidato/a     | [ 8 ] [ 9 ] |
| 2018 | Song of the Year             | "Beautiful"                 | Vincitore/trice | [ 8 ] [ 9 ] |
| 2018 | Song of the Year             | "Boomerang"                 | Candidato/a     | [ 8 ] [ 9 ] |
| 2018 | Digital Album of the Year    | 1-1=0 (Nothing Without You) | Candidato/a     | [ 8 ] [ 9 ] |
| 2018 | Male Group Award             | Wanna One                   | Candidato/a     | [ 8 ] [ 9 ] |
| 2018 | Dance Track (Male)           | "Boomerang"                 | Candidato/a     | [ 8 ] [ 9 ] |
| 2018 | Vocal Track (Male)           | "Beautiful"                 | Vincitore/trice | [ 8 ] [ 9 ] |
| 2018 | Genie Music Popularity Award | Wanna One                   | Candidato/a     | [ 8 ] [ 9 ] |
| 2018 | MBC Plus Star Award          | Wanna One                   | Vincitore/trice | [ 8 ] [ 9 ] |

Melon Music Award=== 
| Anno | Premio                   | Ricevente             | Risultato       | Fonti         |
| ---- | ------------------------ | --------------------- | --------------- | ------------- |
| 2017 | Best New Artist          | Wanna One             | Vincitore/trice | [ 10 ] [ 11 ] |
| 2017 | Artist of the Year       | Wanna One             | Candidato/a     | [ 10 ] [ 11 ] |
| 2017 | Top 10 Artists           | Wanna One             | Vincitore/trice | [ 10 ] [ 11 ] |
| 2017 | Netizen Popularity Award | Wanna One             | Candidato/a     | [ 10 ] [ 11 ] |
| 2017 | Kakao Hot Star Award     | Wanna One             | Vincitore/trice | [ 10 ] [ 11 ] |
| 2018 | Top 10 Artists           | Wanna One             | Vincitore/trice | [ 12 ]        |
| 2018 | Record of the Year       | 0+1=1 (I Promise You) | Vincitore/trice | [ 12 ]        |
| 2018 | Best Male Dance          | "Boomerang"           | Vincitore/trice | [ 12 ]        |

=Melon Popularity Award=
| Anno | Ricevente   | Data         |
| ---- | ----------- | ------------ |
| 2017 | "Energetic" | 4 settembre  |
| 2017 | "Energetic" | 11 settembre |
| 2017 | "Beautiful" | 27 novembre  |
| 2017 | "Beautiful" | 4 dicembre   |
| 2017 | "Beautiful" | 11 dicembre  |
| 2017 | "Beautiful" | 18 dicembre  |
| 2017 | "Beautiful" | 25 dicembre  |
| 2018 | "Boomerang" | 9 aprile     |

Mnet Asian Music Award
| Anno | Premio                              | Ricevente             | Risultato       | Fonti         |
| ---- | ----------------------------------- | --------------------- | --------------- | ------------- |
| 2017 | Best of Next Award                  | Wanna One             | Vincitore/trice | [ 13 ] [ 14 ] |
| 2017 | Best New Male Artist                | Wanna One             | Vincitore/trice | [ 13 ] [ 14 ] |
| 2017 | Best Male Group                     | Wanna One             | Vincitore/trice | [ 13 ] [ 14 ] |
| 2017 | Artist of the Year                  | Wanna One             | Candidato/a     | [ 13 ] [ 14 ] |
| 2017 | Album of the Year                   | 1X1=1 (To Be One)     | Candidato/a     | [ 13 ] [ 14 ] |
| 2017 | Best Music Video                    | "Energetic"           | Candidato/a     | [ 13 ] [ 14 ] |
| 2017 | Mwave Global Fans' Choice           | "Energetic"           | Candidato/a     | [ 13 ] [ 14 ] |
| 2018 | Artist of the Year                  | Wanna One             | Candidato/a     | [ 15 ]        |
| 2018 | Best Male Group                     | Wanna One             | Vincitore/trice | [ 15 ]        |
| 2018 | Worldwide Icon of the Year          | Wanna One             | Candidato/a     | [ 15 ]        |
| 2018 | Song of the Year                    | "Boomerang"           | Candidato/a     | [ 15 ]        |
| 2018 | Best Dance Performance – Male Group | "Boomerang"           | Candidato/a     | [ 15 ]        |
| 2018 | Best Music Video                    | "Beautiful"           | Candidato/a     | [ 15 ]        |
| 2018 | Favorite Music Video                | "Beautiful"           | Candidato/a     | [ 15 ]        |
| 2018 | Mwave Global Fans' Choice           | "Beautiful"           | Candidato/a     | [ 15 ]        |
| 2018 | DDP Best Trend                      | Wanna One             | Vincitore/trice | [ 15 ]        |
| 2018 | Worldwide Fan's Choice Top 10       | Wanna One             | Vincitore/trice | [ 15 ]        |
| 2018 | Favorite Dance Artist (Male)        | Wanna One             | Candidato/a     | [ 15 ]        |
| 2018 | Best Unit                           | Triple Position       | Vincitore/trice | [ 15 ]        |
| 2018 | Album of the Year                   | 0+1=1 (I Promise You) | Candidato/a     | [ 15 ]        |

Seoul Music Award
| Anno | Premio               | Ricevente | Risultato       | Fonti         |
| ---- | -------------------- | --------- | --------------- | ------------- |
| 2018 | Bonsang Award        | Wanna One | Vincitore/trice | [ 16 ] [ 17 ] |
| 2018 | New Artist Award     | Wanna One | Vincitore/trice | [ 16 ] [ 17 ] |
| 2018 | Popularity Award     | Wanna One | Candidato/a     | [ 16 ] [ 17 ] |
| 2018 | Hallyu Special Award | Wanna One | Candidato/a     | [ 16 ] [ 17 ] |
| 2019 | Bonsang Award        | Wanna One | Vincitore/trice | [ 18 ]        |
| 2019 | Popularity Award     | Wanna One | Candidato/a     | [ 18 ]        |
| 2019 | Fandom School Award  | Wanna One | Vincitore/trice | [ 18 ]        |
| 2019 | Hallyu Special Award | Wanna One | Candidato/a     | [ 18 ]        |
| 2019 | Daesang Award        | Wanna One | Candidato/a     | [ 18 ]        |

Soribada Best K-Music Award
| Anno | Premio                  | Ricevente | Risultato       | Fonti         |
| ---- | ----------------------- | --------- | --------------- | ------------- |
| 2017 | Bonsang Award           | Wanna One | Candidato/a     | [ 19 ] [ 20 ] |
| 2017 | New Artist of the Year  | Wanna One | Vincitore/trice | [ 19 ] [ 20 ] |
| 2017 | Rising Hot Star Award   | Wanna One | Vincitore/trice | [ 19 ] [ 20 ] |
| 2017 | Popularity Award        | Wanna One | Candidato/a     | [ 19 ] [ 20 ] |
| 2018 | Bonsang Award           | Wanna One | Vincitore/trice | [ 21 ]        |
| 2018 | Popularity Award (Male) | Wanna One | Vincitore/trice | [ 21 ]        |
| 2018 | Global Fandom Award     | Wanna One | Candidato/a     | [ 21 ]        |

## Premi internazionali
BreakTudo Awards
| Anno | Premio           | Ricevente | Risultato   | Fonti  |
| ---- | ---------------- | --------- | ----------- | ------ |
| 2018 | K-Pop Male Group | Wanna One | Candidato/a | [ 22 ] |

MTV Europe Music Award=== 
| Anno | Premii          | Ricevente | Risultato   | Fonti  |
| ---- | --------------- | --------- | ----------- | ------ |
| 2017 | Best Korean Act | Wanna One | Candidato/a | [ 23 ] |

## Altri premi
| Anno                                            | Premio                                              | Ricevente                              | Risultato       | Fonti  |
| ----------------------------------------------- | --------------------------------------------------- | -------------------------------------- | --------------- | ------ |
| Busan One Asia Festival Award                   |                                                     |                                        |                 |        |
| 2017                                            | Rising Star                                         | Wanna One                              | Vincitore/trice | [ 24 ] |
| Korean Film Actors Association Award            |                                                     |                                        |                 |        |
| 2017                                            | Top Singer                                          | Wanna One                              | Vincitore/trice | [ 25 ] |
| EDaily Culture Award                            |                                                     |                                        |                 |        |
| 2018                                            | Top Excellence Award – Concert                      | Wanna One Premier Show-Con (To Be One) | Vincitore/trice | [ 26 ] |
| V Live Award                                    |                                                     |                                        |                 |        |
| 2018                                            | Global Rookie Top 5                                 | Wanna One                              | Vincitore/trice | [ 27 ] |
| 2019                                            | Artist Top 10                                       | Wanna One                              | Candidato/a     | [ 28 ] |
| 2019                                            | Best Channel – 1 million followers                  | Wanna One                              | Candidato/a     | [ 29 ] |
| Korea Entertainment Producers Association Award |                                                     |                                        |                 |        |
| 2018                                            | Artist of the Year                                  | Wanna One                              | Vincitore/trice | [ 30 ] |
| National Brand Award                            |                                                     |                                        |                 |        |
| 2018                                            | National Brand Grand Prize                          | Wanna One                              | Vincitore/trice |        |
| Consumer Rights Day Award                       |                                                     |                                        |                 |        |
| 2018                                            | Best Singer of the Year Selected by Music Consumers | Wanna One                              | Vincitore/trice |        |